# Spider-Man 3
Spider-Man 3 är en amerikansk superhjältefilm om Spider-Man som hade biopremiär i USA den 4 maj 2007, i regi av Sam Raimi. Filmen är den största premiärsuccén någonsin i USA. Samma dag som filmen gick upp på de amerikanska biograferna drog den in ungefär 59 miljoner amerikanska dollar (cirka 399 miljoner svenska kronor), samt ytterligare 45 miljoner dollar världen runt samma dag, totalt över 702 miljoner kronor. Den kostade 258 miljoner dollar att producera vilket gör den till en av  världens tio dyraste filmer.
Spider-Man 3 har tre antagonister, till skillnad från de tidigare filmerna som hade en antagonist vardera. Spider-Mans antagonister i den tredje filmen är Venom, Sandman och Green Goblin (nu med Harry Osborn bakom masken, som vill hämnas på Spider-Man efter faderns död i första filmen). Även Gwen Stacy från serietidningarna medverkar.

## Handling
Peter Parker (Tobey Maguire) är glad. Han har äntligen fått Mary Jane Watson (Kirsten Dunst) att gifta sig med honom, men fler utmaningar väntar. Parkers tidigare vän, Harry Osborn (James Franco), förvandlas till Green Goblin för att döda Parker som hämnd för att han dödade Osborns far. Parker måste också försöka hitta den som mördade farbror Ben (Cliff Robertson), vilket visar sig vara Flint Marko (Thomas Haden Church) som förvandlats till Sandman.
Allt hopp tycks vara ute, tills en mystisk kraft gör att Parkers dräkt blir mörkare. Det blir också Parkers personlighet, vilket ställer till problem i hans relationer. Parker måste gå djupt in i sig själv för att frigöra hjälten han en gång var och stoppa hans fiender.

## Rollista (i urval)
- Tobey Maguire – Peter Parker / Spider-Man
- Kirsten Dunst – Mary Jane Watson
- James Franco – Harry Osborn / New Goblin
- Thomas Haden Church – Flint Marko / Sandman
- Topher Grace – Eddie Brock / Venom
- Bryce Dallas Howard – Gwen Stacy
- Rosemary Harris – May Parker
- J.K. Simmons – J. Jonah Jameson
- James Cromwell – Polisintendent George Stacy
- Theresa Russell – Emma Marko
- Dylan Baker – Dr. Curt Connors
- Bill Nunn – Joseph "Robbie" Robertson
- Bruce Campbell – Fransk hovmästare
- Elizabeth Banks – Betty Brant
- Ted Raimi – Hoffman
- Perla Haney-Jardine – Penny Marko
- Willem Dafoe – Norman Osborn / Green Goblin
- Cliff Robertson – Ben Parker
- John Paxton – Bernard
- Stan Lee – Man i Times Square (cameo)

## Recensioner
Filmen fick ett blandat mottagande av kritikerna. Rotten Tomatoes rapporterade att 62% av kritiker gav filmen en positiv recension, baserat på 219 recensioner. På Metacritic rapporterade man att filmen har 59 poäng av 100, baserat på 40 recensioner. År 2012 släpptes en reboot kallad The Amazing Spider-Man.

## Intäkter
Vid filmens första dag i USA spelade den in $59,8 miljoner, vilket gjorde att den slog Pirates of the Caribbean: Död Mans Kistas tidigare rekord. Samma rekord slogs senare av filmen The Dark Knight. Totalt spelade filmen in $890 871 626 världen över.